# Tribu de Lévi
La tribu de Lévi (hébreu, לֵוִי, Lēwi attachement) est une des douze tribus d'Israël. Cette tribu relève du patriarcat de Lévi qui est le 3e fils de Jacob, fils d'Isaac, lui-même fils d'Abraham. Sa mère se nomme Léa (Léah), fille de Laban.

## Effectifs de la tribu de Lévi
Deux ans après la sortie d'Égypte, Moïse effectue un premier recensement qui ne concerne pas les descendants de Lévi.
Après la révolte de Coré, Dathan et Abiron, Moïse effectue un second recensement et les descendants de Lévi sont au nombre de 23 000.
L'archéologue Donald Bruce Redford estime que les nombres donnés dans la Bible sont peu crédibles dans la mesure où ils sont trop grands.

## Bénédictions sur la tribu
- Bénédiction de Jacob : « Siméon et Lévi font la paire à faire l’injustice par leurs poignards. Mon être n’est pas dans leur conseil, ni compté parmi leur assemblée lorsqu’ils tuent des hommes par colère et mutilent des bœufs par plaisir : maudite est leur violente rage et leur implacable colère, je les diviserais dans Jacob et les disperserais dans Israël. »
- Bénédiction de Moïse : « Les thummim & urim furent confiés à l’homme saint qu’Israël a tenté à Massa, contre qui Israël a contesté aux eaux de Mériba. Lévi dit de son père et de sa mère, Je ne les ai pas vus, il ne fait pas de distinction pour ses frères, ni de reconnaissance envers ses enfants mais observent ta parole et gardent ton alliance en prescrivant tes ordonnances à Jacob, ta loi à Israël, et mettre les parfums sous tes narines, l’holocauste sur ton autel : bénis sa force ô Éternel, agrée le travail de ses mains, brise les reins de ses adversaires pour que ses ennemis ne se relèvent plus. »

## Les fils de Lévi
Selon la tradition biblique, Lévi serait mort âgé de 137 ans. Les fils de Lévi sont : Guershôn, Kehath et Merari. Deux ans après la sortie d'Égypte, on ne connait pas le dénombrement des hommes âgés de 20 ans et plus de la tribu de Lévi, car les Lévites ne firent point partie de ce dénombrement. Parmi les Lévites, les plus notoires sont Moïse, fils d'Amram et Yokébed. On distingue parmi eux les descendants d'Aaron, frère de Moïse, les cohanim (cohen) c'est-à-dire sacrificateurs, chargés de présenter les offrandes (sacrifices d'animaux et offrandes d'encens parfumés) au Temple. On compte parmi eux également Samuel, Ézéchiel, Esdras, Malachie et Jean le Baptiste.

## Prophètes de la tribu de Lévi
- Le prophète Moïse  (מֹשֶׁה, Moshé), fils d'Amran, fils de Qehath,
- Le prophète Samuel (שְׁמוּאֵל, Shemouel), fils d’Elkana[4], né à Rama,
- Le prophète Élie (hébreu, אֵלֶיהָ), né à Tashbi,
- Le prophète Ézéchiel (יְחֶזְקֵאל), fils de Buzi le kohen, né à Serida,
- Le prêtre et scribe expert Esdras (עֶזְרָא, Ezra), né à Sabtha[5],
- Le prophète Aggée (חַגַּי, Hagaï), né à Anatot,
- Le prophète Jérémie (יִרְמְיָהוּ, Jérémiah), fils d’Hilkiah, kohen, né à Anathoth,
- Le prophète Zacharie (fils de Joad) (זְכַרְיָה), fils de Jehojada le kohen[6],
- Le prophète Zacharie (fils de Barachie) (זְכַרְיָה, Zakariah), fils de Bérékia le kohen, fils d'Iddo,
- Le prophète Yohanan (Jean le Baptiste), fils de Zacharie le Cohen (selon la tradition chrétienne).

## Les Lévites
La tribu de Lévi est strictement dédiée au service de Dieu et du Temple de Jérusalem ; elle a la particularité de ne posséder aucune région en terre d'Israël mais des villes dispersées dans le territoire. Ainsi les Lévites détenaient 48 villes du royaume d'Israël sur lequel ils exerçaient un pouvoir administratif et politique.
Les lévites avaient la responsabilité de chanter et jouer de la musique dans le temple.
Les Lévites étaient préposés pour veiller sur les trésors de la maison de Dieu et les trésors des choses saintes. Pour qu’il soit pourvu à leurs besoins matériels et financiers, les Israélites devaient leur donner la dîme des récoltes (Nomb. 18:20 à 24). Ils étaient également chargés de les distribuer tant aux ouvriers du Seigneur qu’à ceux qui sont dans le besoin (voir spécialement 2 Chron. 31:4 à 19). Au sein du temple de Jérusalem, les Levites exerçaient de hautes fonctions, notamment dans l'enceinte même du temple où ils assuraient un service voué à Dieu, à la purification (les Lévites étaient soumis à des règles très strictes d'hygiène et devaient se présenter au peuple d'Israël avec des vêtements parfaitement soignés afin de parvenir à la pureté tant sur le plan matériel que spirituel).
Sur la tête des Lévites les fils d’Israël posaient leurs mains, s’identifiant ainsi avec eux (Actes 14:26). En outre, les Lévites avaient pour responsabilité de veiller sur les accès au temple et de s'assurer que l’équilibre et la justice soient maintenus : aucun tort ne devait être fait, ni de faveur accordée aux uns aux dépens des autres (Deut. 25:13-15). Par ailleurs, les Lévites s'illustraient également dans des fonctions artistiques ainsi que dans la fonction de juge.

## Les Lévites et la monarchie
Les Lévites ont joué un rôle décisif notamment sous le règne des différents rois d'Israël :
- Sous le roi Salomon, les lévites occupaient les hautes fonctions de service au temple, l'enseignement de la loi ainsi que des fonctions administratives.
- Sous Jéroboam et au moment de la division du Royaume, les lévites ont enseigné la loi dans tout Israël,  " ils faisaient comprendre la loi au peuple" (Néh. 8:7 à 8).
- Sous Joas (2 Chron. 24) et Josias (2 Chron. 34) les lévites rassemblent l’argent nécessaire à la restauration du temple.
- Sous Ézéchias encore, ils reprennent leur rôle d’intendants, dans la perception et l’administration des dîmes (2 Chron. 31:12 à 14) et leur distribution méthodique à tous les bénéficiaires.

## Symboles de la tribu de Lévi
L'armoirie de la tribu de Lévi est composée du pectoral du grand prêtre d'Israël sur lequel figurent les 12 pierres représentant les 12 tribus d'Israël.
À l'instar des cohanim, les lévites sont pourvus et exercent des privilèges qui se perpétuent toujours dans les rites des services et offices des synagogues modernes. En effet, un lévite est toujours appelé en priorité à la lecture de la loi (Torah) à la synagogue après un cohen.
La pierre précieuse associée à Lévi sur le pectoral du grand prêtre est une émeraude de couleur verte.

Symbole de la tribu de Lévi
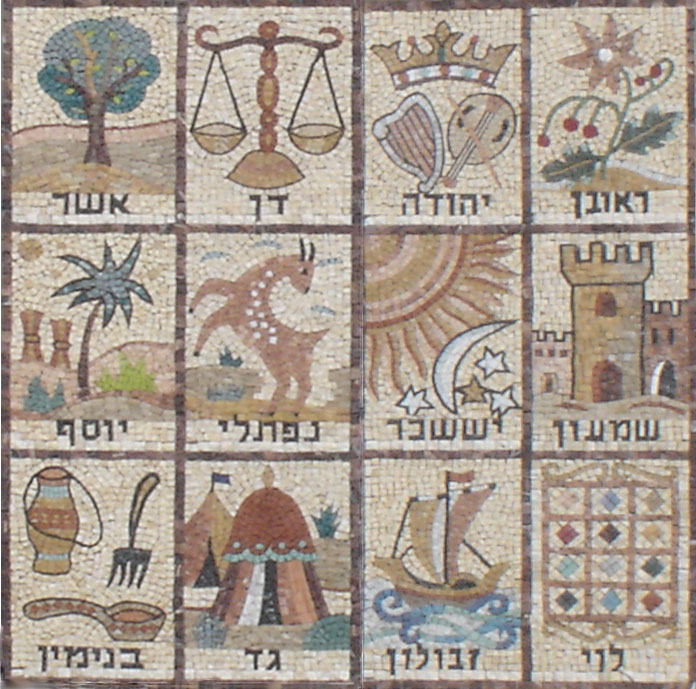
Mosaïque où Lévi est symbolisé par le pectoral
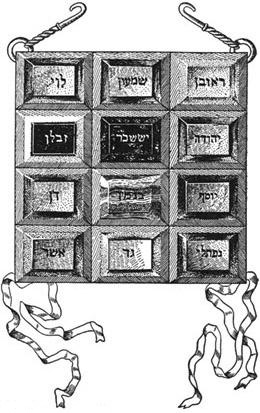
Le pectoral du grand-prêtre
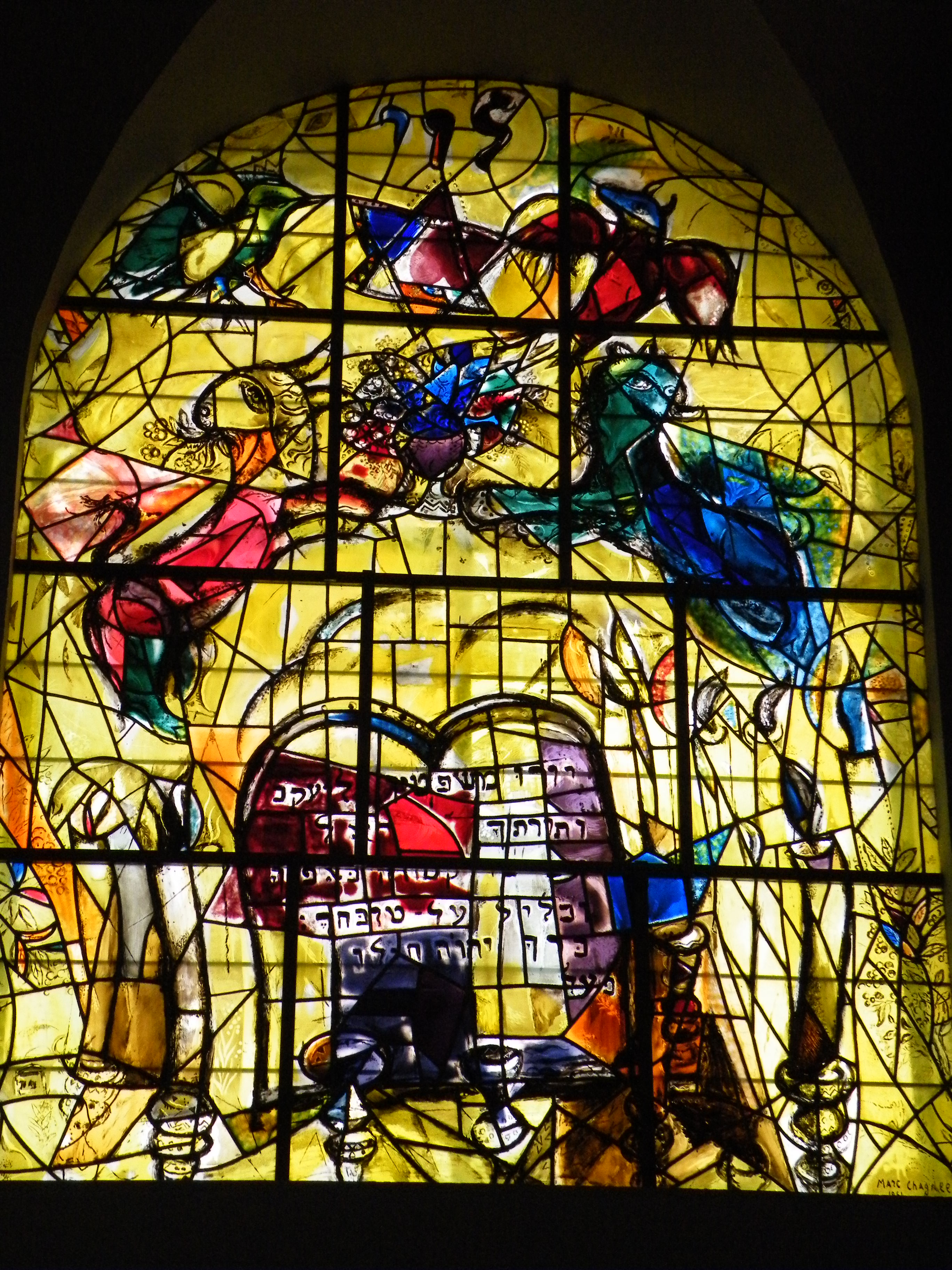
Vitrail de Chagall illustrant la tribu de Lévi
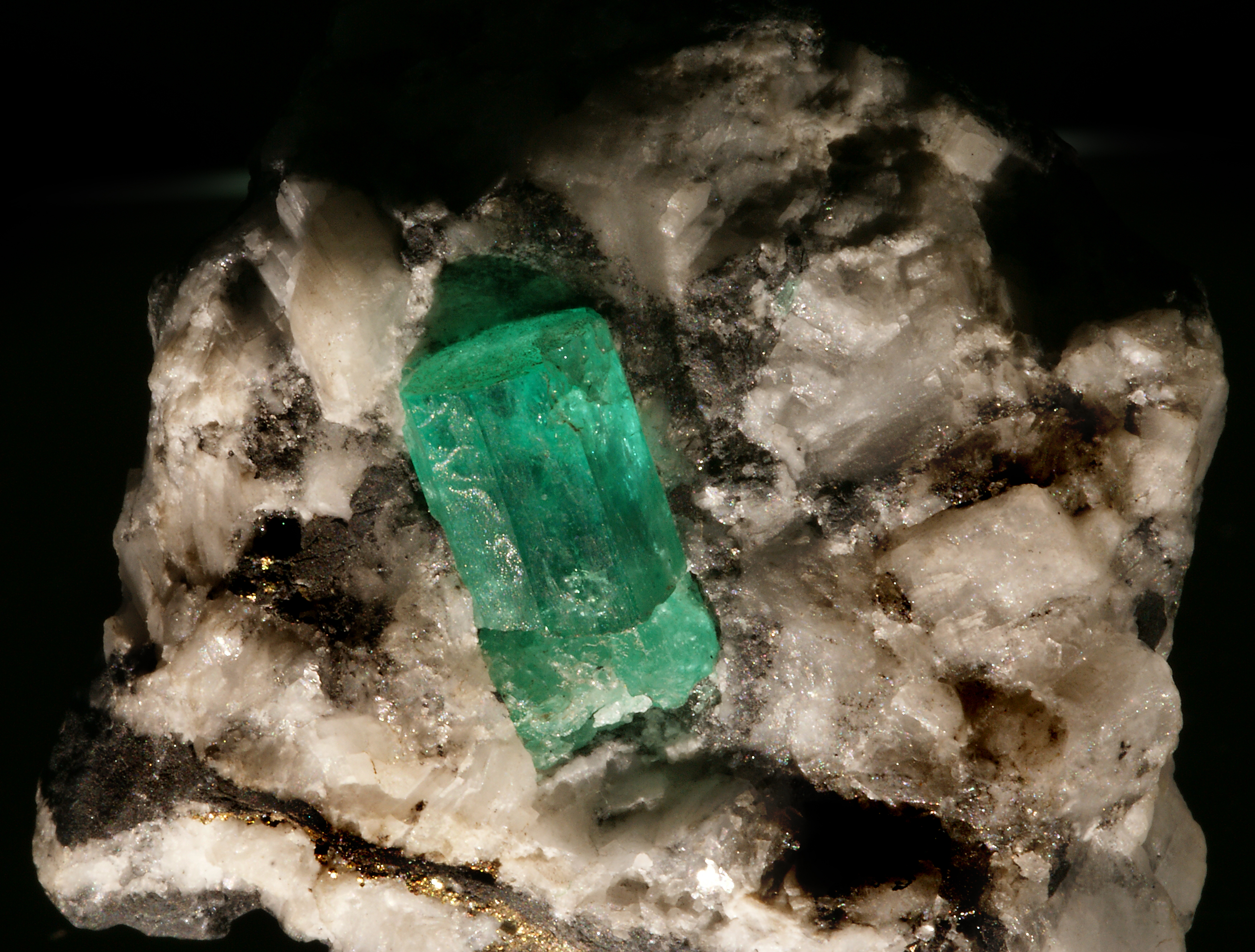
Émeraude
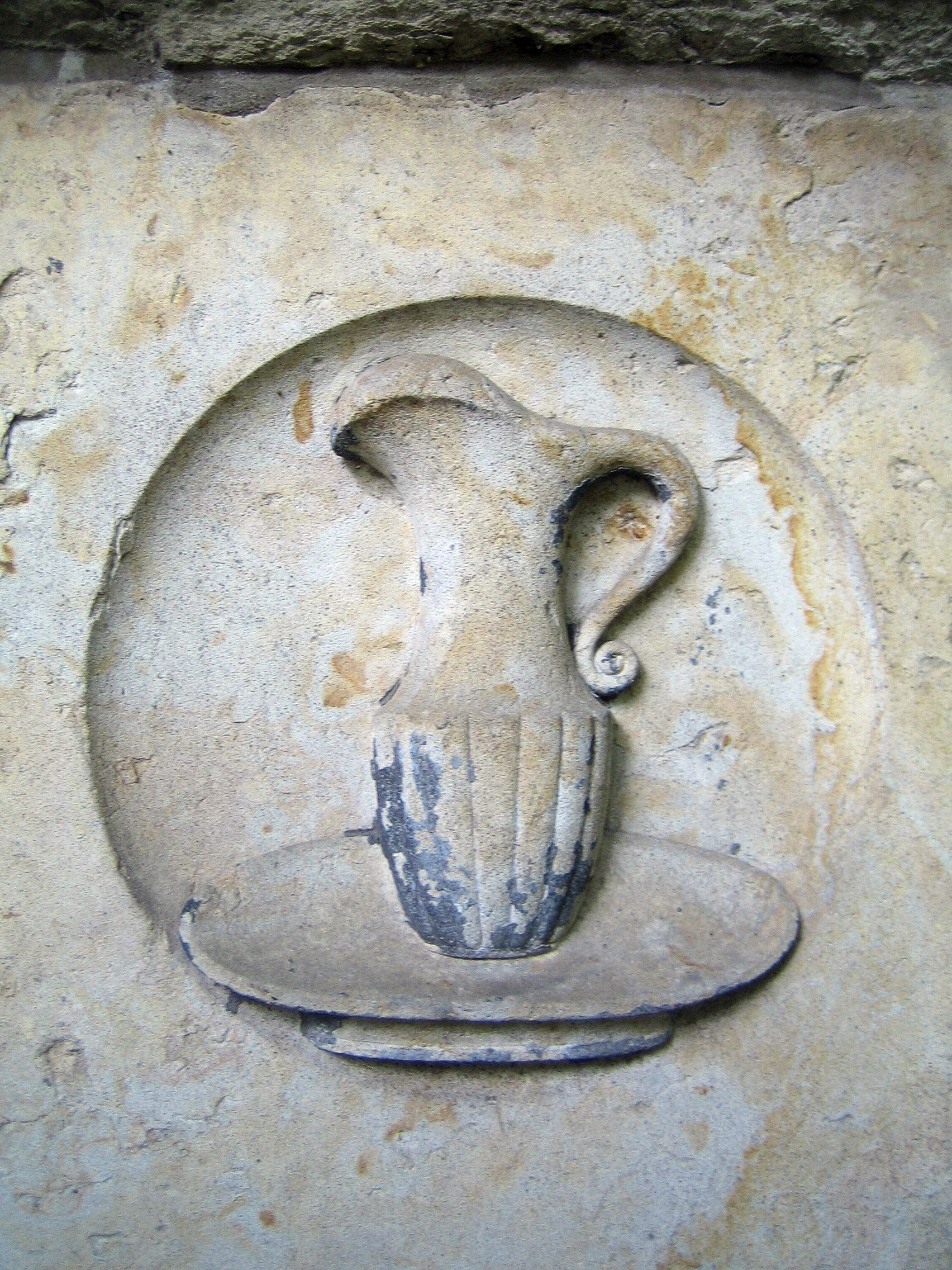
L'aiguière qui servait aux lévites à verser sur les mains des cohanim (prêtres) l'eau d'ablution purificatrice
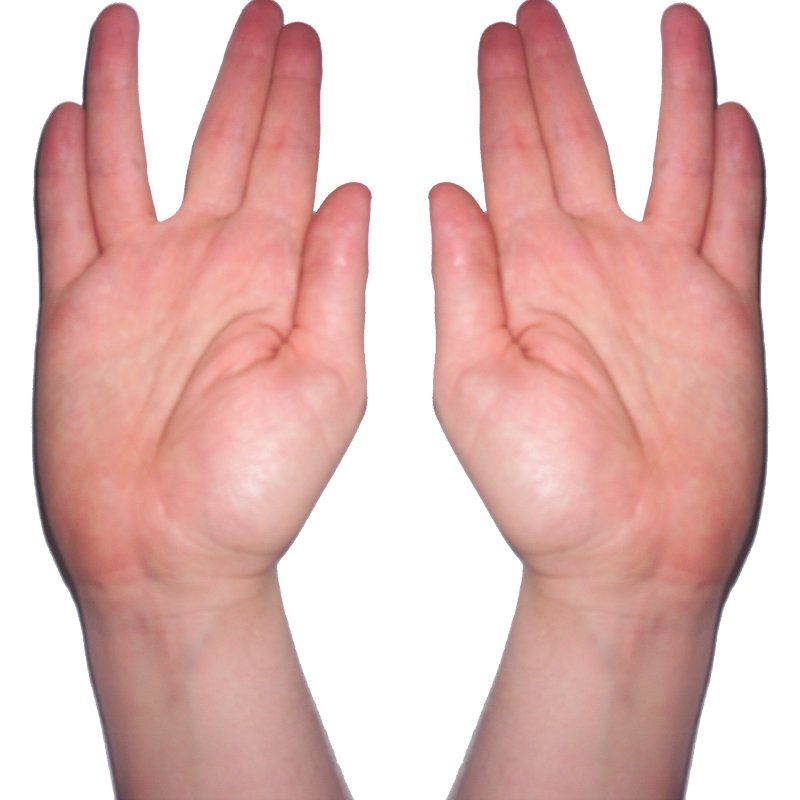
La bénédiction des cohanim